# François Reubi
François Reubi (* 10. Juli 1917 in Neuenburg; † 14. Mai 1997 in Lausanne; heimatberechtigt in Neuenburg und Ins) war ein Schweizer Internist  mit umfangreichen Arbeiten zur Nierenheilkunde.

## Leben
François Reubi absolvierte das Gymnasium in Neuenburg und studierte Medizin an den Universitäten Neuenburg, Bern und Genf. 1944 wurde er in Genf zum Dr. med. promoviert. 1951 wurde er in Bern für Innere Medizin habilitiert und 1954 zum ausserordentlichen sowie 1961 zum ordentlichen Professor berufen. 1986 wurde er emeritiert. Reubi war Direktor der Medizinischen Poliklinik der Universität Bern.
Er forschte zur Nierenfunktion bei hohem Blutdruck, den Nierenleiden mit grossem Eiweissverlust im Urin, den entzündlichen Nierenerkrankungen, der Schockniere, den renalen Ausscheidungsstörungen wichtiger körpereigener Substanzen (z. B. renaler Diabetes) und zu Medikamenten sowie zu den Verfahren von künstlichen Nieren und zur Nierentransplantation. Die klinische Anwendung von quantitativen Nierenfunktionsproben (Clearances) stand im Zentrum seines Werks. Sein Lehrbuch der Nephrologie veröffentlichte er auf Deutsch in drei und auf Französisch in zwei Auflagen; es wurde ins Italienische und Spanische übersetzt. 1949 war Reubi einer der fünf Gründer der Société de pathologie rénale, die 1960 zur Société de néphrologie wurde. Er war auch einer der Mitautoren von Band 8 der letzten Auflage des Handbuches der inneren Medizin (Springer-Verlag 1968) mit insgesamt über 3000 Seiten zur Nierenheilkunde.
François Reubi starb nach schwerer Krankheit.

## Wissenschaftliches Wirken
Die Theorien der Harnbereitung (und damit die Erklärungsversuche für Anurie, Oligurie und Polyurie) haben eine lange Geschichte. Schon Leonhart Fuchs (1501–1566) beschrieb die Niere als Sieb oder Filter. Auch der österreichische Anatom Josef Hyrtl bezeichnete die Niere als Seihe (seyhe) oder Sieb. William Bowman behauptete noch 1842, die glomerulären Kapillargefässe schieden Wasser aus, welches die von den Tubuli sezernierten Stoffe wegspüle.
Das identische Problem der anurischen Niere konnte ebenfalls lange nicht abschliessend gelöst werden. Aber ungefähr seit 1965 wird nach umfangreichen Forschungen (besonders auch von François Reubi schon in seiner Habilitationsschrift 1950) wohl nicht mehr an der fast «totalen Rückresorption des Glomerulumfiltrates» in den Nierenkanälchen (unabhängig von der glomerulären Filtration) gezweifelt.
Reubi beschreibt «die Auffassungen über die glomeruläre Filtration, die renale Durchblutung und die tubulären Funktionen kritisch.»

## Rezeption
Die Deutsche Gesellschaft für Nephrologie zeichnete ihn 1983 mit der Franz-Volhard-Medaille aus und ernannte ihn später zum Ehrenmitglied.

## Schriften (Auswahl)
- Les vaisseaux et les glandes endocrines dans la neurofibromatose. Le syndrome sympathicotonique dans la maladie de Recklinghausen. In: Revue suisse de pathologie générale et de bactériologie. Bd. 7 (1944), Nr. 3, S. 169–236 (Dissertation, Universität Genf, 1944).
- Le flux sanguin rénal. Aspects physiopathologiques, cliniques et thérapeutiques (= Helvetica Medica Acta. Bd. 17, Suppl. 26). Schwabe, Basel 1950 (Habilitationsschrift, Universität Bern, 1950).
- Nierenkrankheiten. Verlag Hans Huber, Bern / Stuttgart 1960; 2. Aufl. 1970; 3. Aufl. 1982, ISBN 3-456-81140-3.
  - Néphrologie clinique. Masson, Paris 1961; 2. Aufl. 1972 (französisch).
  - Nefrologia clinica. Piccin, Padua 1964 (italienisch).
  - Nefrologia clinica. Toray, Barcelona 1965 (spanisch).
- L’hypertension artérielle. Tribune, Genf 1979.